# Frekvensband
Radiospektrum indelas i olika frekvensområden eller frekvensband. Förutom olika grundindelningar i stora områden görs en betydligt finare indelning vid reglering av hur frekvenser får användas. Internationella Teleunionen är huvudorgan för detta. I Sverige regleras frekvensanvändningen av Post- och telestyrelsen.

## Olika grundindelningar
Internationella teleunionen (ITU) definierar en grundindelning med standardiserade namn som VHF mm. Några av dessa namn krockar tyvärr med andra svenska begrepp inom radiotekniken. Det finns även namn som mellanvåg mm för vissa grundläggande frekvensband, men där råder oftast olika uppfattningar om hur stora frekvensområden dessa namn avser. Allt detta utreds nedan.
Det finns inga fysikaliska motiv för en exakt gränsdragning mellan de olika frekvensbanden, men en rad påtagliga egenskaper ändras successivt med frekvensen. Hit hör vågutbredningsegenskaper, antenners storlek, lämpliga antenntyper och krav på teknik när man bygger sändare och mottagare.

## Grundindelning enligt ITU
ITU:s internationella radioreglemente indelar frekvensspektrum i följande grundläggande delar:
|     | Namn                        | Frekvens  | Frekvens | Våglängd  | Våglängd | Benämning     |
| --- | --------------------------- | --------- | -------- | --------- | -------- | ------------- |
| VLF | Very Low Frequency          | 3–30      | kHz      | 100–10    | km       | Myriametervåg |
| LF  | Low Frequency               | 30–300    | kHz      | 10–1      | km       | Kilometervåg  |
| MF  | Medium Frequency            | 300–3 000 | kHz      | 1 000–100 | m        | Hektometervåg |
| HF  | High Frequency              | 3–30      | MHz      | 100–10    | m        | Dekametervåg  |
| VHF | Very High Frequency         | 30–300    | MHz      | 10–1      | m        | Metervåg      |
| UHF | Ultra High Frequency        | 300–3 000 | MHz      | 1 000–100 | mm       | Decimetervåg  |
| SHF | Super High Frequency        | 3–30      | GHz      | 100–10    | mm       | Centimetervåg |
| EHF | Extremely High Frequency    | 30–300    | GHz      | 10–1      | mm       | Millimetervåg |
| THF | Tremendously High Frequency | 300-3000  | GHz      | 1–0,1     | mm       | Millimetervåg |

### Andra betydelser av beteckningarna HF, MF och LF
Förkortningarna LF, MF och HF har även en annan innebörd på svenska. När man talar om en radiomottagares HF-, MF- och LF-steg menar man:
- HF (högfrekvens) – Radiosignal så som den mottages i antennen oavsett frekvensband.
- MF (mellanfrekvens) – Radiosignal efter omvandling i en superheterodynmottagare.
- LF (lågfrekvens) alternativt AF (audiofrekvens) – Hörbar signal, till exempel den ljudsignal som en radiosignal förmedlar.

I engelskan används förkortningar som inte kolliderar med ITU:
- RF (radio frequency)
- IF (intermediate frequency)
- AF (audio frequency)

Notera att en radiomottagares MF / IF (mellanfrekvensen) ej sällan ligger högre än sändarfrekvensen - se Superheterodynmottagare.

## Namn som långvåg, mellanvåg mm
|     | Namn         | Engelska          | Våglängdsområde | Frekvensområde | ITU-band         | Rundradio         |
| LV  | Långvåg      | Long wave         | 20–1 km         | 15–300 kHz     | LF: 30–300 kHz   | 148,5–285 kHz     |
| MV  | Mellanvåg    | Medium wave       | 1000–150 m      | 300–2000 kHz   | MF: 300–3000 kHz | 526,5–1 606,5 kHz |
| GV  | Gränsvåg     | Marine band       | 200–100 m       | 1,5(1,6)–3 MHz | –                | –                 |
| KV  | Kortvåg      | Short wave        | 150–10 m        | 2–30 MHz       | HF: 3–30 MHz     | 4,3–30 MHz        |
| UKV | Ultrakortvåg | (Ultrashort wave) | 10–0,5 m        | 30–600 MHz     | VHF: 30–300 MHz  | 87,5–108 MHz      |
| –   | Mikrovåg     | Microwave         | < 50 cm         | > 0,6 GHz      | UHF+SHF+EHF      | –                 |

### Radioteknisk bakgrund till våglängdsbegreppen
Den närmare meningen med de olika beteckningarna ovan har från början haft sin grund i våglängdsområdenas egenskaper vid vågutbredning:
Långvåg – Markvågsutbredning, relativt hög sändareffekt, tillförlitliga förbindelser men på högre frekvenser kortare räckvidd dagtid. På de lägsta frekvenserna erhålls med hög sändareffekt goda, tillförlitliga förbindelser på stora avstånd (runt hela jorden) och det stora inträngningsdjupet medger även malmprospektering, kommunikation med ubåtar i undervattensläge etc. På rundradiobandet som ligger på långvågens högsta frekvenser innebär D-skiktsdämpningen påtagligt reducerad räckvidd dagtid. Särskilt utmärkande för långvågen är liten markvågsdämpning och ledskiktsutbredning hos allra längsta vågorna.
Kortvåg – God rymdvågsutbredning med mycket lång räckvidd redan med låg effekt men samtidigt starkt avhängigt radiokonditionerna. Med ökande frekvens blir jonosfärsreflektionen allt flackare vilket resulterar i en alltmer uttalad död zon (skipzon) – det ringformade område kring sändaren där varken mark- eller rymdvåg medger förbindelse. Särskilt utmärkande för kortvågen är den redan med låg effekt under gynnsamma konditioner extremt goda räckvidden via rymdvåg (stundom runt hela jorden).
Mellanvåg – Kombinerar egenskaperna hos angränsande delar av lång- och kortvåg, dvs kraftig interferens mellan rymd- och markvåg (fädning - eng: fading), möjlighet till god förbindelse på korta avstånd via brant reflektion mot jonosfären. Särskilt utmärkande för mellanvågen är att skipzon saknas och att dämpningen i jonosfärens D-skikt ännu ej är särskilt uttalad, dvs förbindelser via rymdvågsutbredning inom korta avstånd om upp till 100 à 300 km är möjliga dagtid även under perioder med kraftig solaktivitet.
Ultrakortvåg – Förbindelser med låg effekt och små antenner, oberoende av jonosfären men då endast i form av fri rymdutbredning, dvs fram till horisonten och under påverkan av terränghinder mm. Särskilt utmärkande för ultrakortvågen är att rymdvåg saknas, markvågsdämpningen (till lands) är total och att kommunikation särskilt på högre frekvenser därför i princip bara kan ske inom fri sikt.

#### Mer vardaglig användning av våglängdsbegreppen
Långvåg, mellanvåg och ultrakortvåg används ibland som synonymer till ITU:s LF, MF och VHF och får lika ofta beteckna de rundradioband som ligger i dessa områden. En förklaring kan vara att radiomottagare regelmässigt använder namnen även om apparaterna bara täcker själva rundradiobanden. Det finns också definitioner där namnen avser ett frekvensområde som är större än rundradiobanden men inte stämmer med ITU:s bandindelning. Begreppet Kortvåg används mer enhetligt. Där finns ett stort antal rundradioband och radiomottagarna brukar täcka in många på samma skala.
Gränsvåg är ett band för marin kommunikation och upptar utrymmet mellan rundradiobandet på mellanvåg och ned till 100 meters våglängd. Då mellanvåg gränsar emot kortvåg, utgör gränsvåg således (i frekvens) övre delen av mellanvågsområdet och (beroende på hur kortvåg definieras) nedre delen av kortvågsområdet. Området kallas även fiskevåg (norska: fiskeribølgen, Fb), då det används av fiskeflottan.
Tropikbanden kortvågsbanden 60, 75, 90 och 120 meter (2300–5000 kHz) används för rundradio i tropiska länder.

## Övriga namn
FM betyder frekvensmodulering och AM betyder amplitudmodulering och är egentligen sätt att överföra smalbandig information som tal, musik etc till sändarens högfrekventa bärvåg. FM och AM används inom stora delar av radiofrekvensspektret och alltså långt ifrån bara på FM-bandet respektive AM-bandet:
FM-bandet brukar beteckna rundradiobandet 87,5–108 MHz.
AM-bandet är på motsvarande sätt ett namn som oftast används för rundradiobandet på mellanvåg. Benämningen blir än mindre relevant i och med att alltfler rundradiostationer övergår till sändningar med DRM.